# Keidi Bare
Keidi Bare (Fier, 28 augustus 1997) is een Albanees voetballer die bij voorkeur als offensieve middenvelder speelt. Hij stroomde in 2017 door vanuit de jeugd van Atlético Madrid.

## Clubcarrière
Bare werd geboren in de Albanese stad Fier en debuteerde in 2013 voor Apolonia Fier. In december 2013 trok hij naar Atlético Madrid. In 2016 maakte hij zijn opwachting voor Atlético Madrid B. Op 10 januari 2017 debuteerde de Albanees in de Copa del Rey tegen Las Palmas. Na 79 minuten kwam in het veld voor Ángel Correa. Los Colchoneros verloren in eigen huis met 2–3.

## Interlandcarrière
Bare kwam reeds uit voor diverse Albanese nationale jeugdselecties. In 2015 debuteerde hij in Albanië –21.